# Les Plans (Gard)
Les Plans è un comune francese di 221 abitanti situato nel dipartimento del Gard, nella regione dell'Occitania.

## Società

### Evoluzione demografica
Abitanti censiti